# Francisville (Kentucky)
Francisville es un lugar designado por el censo ubicado en el condado de Boone en el estado estadounidense de Kentucky. En el Censo de 2010 tenía una población de 7944 habitantes y una densidad poblacional de 361,61 personas por km².

## Geografía
Francisville se encuentra ubicado en las coordenadas 39°6′24″N 84°43′40″O / 39.10667, -84.72778. Según la Oficina del Censo de los Estados Unidos, Francisville tiene una superficie total de 21.97 km², de la cual 21.97 km² corresponden a tierra firme y (0%) 0 km² es agua.

## Demografía
Según el censo de 2010, había 7944 personas residiendo en Francisville. La densidad de población era de 361,61 hab./km². De los 7944 habitantes, Francisville estaba compuesto por el 92.65% blancos, el 1.52% eran afroamericanos, el 0.05% eran amerindios, el 3.2% eran asiáticos, el 0% eran isleños del Pacífico, el 0.62% eran de otras razas y el 1.96% pertenecían a dos o más razas. Del total de la población el 2.14% eran hispanos o latinos de cualquier raza.